# 19. ceremonia wręczenia Złotych Globów
19. ceremonia wręczenia Złotych Globów odbyła się 5 marca 1962 roku.

## Laureaci i nominowani
Laureaci nagród wyróżnieni są wytłuszczeniem

### Produkcje filmowe

#### Najlepszy film dramatyczny
- Działa Navarony
- El Cid
- Fanny
- Wyrok w Norymberdze
- Wiosenna bujność traw

#### Najlepszy film komediowy lub musical
Komedia: Większość jednego
- Śniadanie u Tiffany’ego
- Raz, dwa, trzy
- Nie wierzcie bliźniaczkom
- Arystokracja podziemi

Musical: West Side Story
- W krainie zabawek
- Flower Drum Song

#### Najlepszy film zagraniczny
- Matka i córka  (Włochy)
- Dzielny wojak Szwejk  (RFN)
- Ánimas Trujano  (Meksyk)

#### Najlepszy aktor w filmie dramatycznym
- Maximilian Schell – Wyrok w Norymberdze
- Warren Beatty – Wiosenna bujność traw
- Maurice Chevalier – Fanny
- Paul Newman – Bilardzista
- Sidney Poitier – Rodzynek w słońcu

#### Najlepszy aktor w filmie komediowym lub musicalu
- Glenn Ford – Arystokracja podziemi
- Fred Astaire – The Pleasure of His Company
- Richard Beymer – West Side Story
- Bob Hope – Kawaler w raju
- Fred MacMurray – Latający profesor

#### Najlepsza aktorka w filmie dramatycznym
- Geraldine Page – Lato i dym
- Leslie Caron – Fanny
- Shirley MacLaine – Niewiniątka
- Claudia McNeil – Rodzynek w słońcu
- Natalie Wood – Wiosenna bujność traw

#### Najlepsza aktorka w filmie komediowym lub musicalu
- Rosalind Russell – Większość jednego
- Bette Davis – Arystokracja podziemi
- Audrey Hepburn – Śniadanie u Tiffany’ego
- Hayley Mills – Nie wierzcie bliźniaczkom
- Miyoshi Umeki – Flower Drum Song

#### Najlepszy drugoplanowy aktor
- George Chakiris – West Side Story
- Montgomery Clift – Wyrok w Norymberdze
- Jackie Gleason – Bilardzista
- Tony Randall – Kochanku wróć
- George C. Scott – Bilardzista

#### Najlepsza drugoplanowa aktorka
- Rita Moreno – West Side Story
- Fay Bainter – Niewiniątka
- Judy Garland – Wyrok w Norymberdze
- Lotte Lenya – Rzymska wiosna pani Stone
- Pamela Tiffin – Raz, dwa, trzy

#### Najlepszy reżyser
- Stanley Kramer – Wyrok w Norymberdze
- Anthony Mann – El Cid
- Jerome Robbins i Robert Wise – West Side Story
- J. Lee Thompson – Działa Navarony
- William Wyler – Niewiniątka

#### Najlepsza muzyka
- Działa Navarony – Dimitri Tiomkin
- El Cid – Miklós Rózsa
- Fanny – Harold Rome
- Król królów – Miklós Rózsa
- Lato i dym – Elmer Bernstein